# Patellapis serrifera
Patellapis serrifera är en biart som först beskrevs av Cockerell 1937.  Patellapis serrifera ingår i släktet Patellapis och familjen vägbin. Inga underarter finns listade i Catalogue of Life.